# سلافكو ستويانوفيتش
سلافكو ستويانوفيتش (1 يونيو 1930 بأوسييك في كرواتيا - 3 ديسمبر 2012 بفورمس في ألمانيا) هو مدرب كرة قدم ولاعب كرة قدم (وحمل سابقاً جنسية يوغوسلافيا) في مركز حراسة المرمى. شارك مع منتخب يوغوسلافيا لكرة القدم. أما مع النوادي، فقد لعب مع نادي أوسييك ونادي بارتيزان ونادي رييكا وفورماتيا فورمز ‏.

## مسيرته الكروية
لعب سلافكو ستويانوفيتش خلال مسيرته الاحترافية مع 3 أندية في ثمانية عشر موسمًا وسجل خلالها هدفين أثنين ضمن 296 مباراة. حيث فاز في موسمين بالكأس ولم يفز بأي دوري.
خاض سلافكو ستويانوفيتش مسيرته مع نادي بارتيزان في موسم 1951 ليلعب معه عشرة مواسم، مشاركًا في 135 مباراة سجل خلالها هدفًا واحدًا. ثم انتقل إلى نادي رييكا في موسم 1960–61 ولمدة موسمين، حيث شارك في 13 مباراة ولم يسجل أي هدف. لينتقل بعدها إلى فورماتيا فورمز ‏ في موسم 1962–63 ليلعب معه ستة مواسم، مشاركًا في 148 مباراة سجل خلالها هدفًا واحدًا.

## وصلات خارجية
- سلافكو ستويانوفيتش على موقع قاعدة بيانات كرة القدم.إي يو (الإنجليزية)
- سلافكو ستويانوفيتش على موقع ناشيونال فوتبول تيمز (الإنجليزية)